# Тіа Танака
Тіа Танака (англ. Tia Tanaka, нар. 15 березня 1987 року) — американо-в'єтнамська порноакторка. 

## Життєпис
Її мати була в'єтнамо-французького походження, а батько — в'єтнамського. Мешкає у Каліфорнії.

## Нагороди
- 2007 Adam Film World award — Найкраща азійська старлетка[4]
- 2007 Фіналістка FAME Award — «Найкраща дебютантка»[5]